# Julie Michaels
Julie Michaels (ur. 20 lipca 1970) – amerykańska aktorka, kaskaderka i statystka filmowa, znana przede wszystkim z drugoplanowej roli u boku Patricka Swayze w filmie akcji Wykidajło (Road House, 1989).

## Wybrana filmografia
- 2005: Gotowe na wszystko
- 2002: Król Skorpion
- 1995–1998: Słoneczny patrol
- 1993: Piątek, trzynastego IX: Jason idzie do piekła
- 1989: Wykidajło